# Judge Parker
Judge Parker es una tira de prensa de estilo culebrón estadounidense creada por Nicholas P. Dallis y estrenada el 24 de noviembre de 1952. Su estilo y su contenido tienen influencia de las obras de Allen Saunders y Ken Ernst en Mary Worth.

## Personajes e historia
Alan Parker es un viudo con dos hijos, Randy y Ann. Más tarde se casa con una mujer más joven, Katherine. En una primera etapa Parker persigue criminales y resuelve casos, pero durante los 60s se convierte en un juez muy normal que casi no sale de su juzgado. En su lugar adquiere protagonismo el joven fiscal Sam Driver, dejando a Parker como secundario en su propia serie.
Muchas tramas siguen a Driver, su rica cliente y luego esposa, Abbey Spencer, y sus dos hijos adoptados: Neddy y Sophie. La familia vive con su doncella Marie en las granjas Spencer, donde Abbey cría caballos árabes. Algunos de los personajes no aparecen durante muchas entregas ya que la trama se alarga mucho y una semana en la serie puede durar meses en la publicación. los personajes maduran y envejecen. En 2006 Alan Parker ya está retirado y su hijo Randy se convierte en el nuevo "Judge Parker"."

## Artistas
Dr. Dallis, el autor de Rex Morgan, M.D. y Apartment 3-G, fue el primer guionista, sustituido tras su muerte por su ayudante Woody Wilson. El primer dibujante fue Dan Heilman y luego Harold LeDoux que siguió hasta 2006.
Eduardo Barreto le sustituyó ese mismo año, Pero tuvo un accidente de coche y durante algunas semanas le sustituyeron Graham Nolan y John Heebink. 
En 2010 se hizo cargo de la tira Mike Manley. que había comenzado como artista temporal y paso a permanente.